# Khalouia
Khalouia è un comune dell'Algeria, situato nella provincia di Mascara.